# Velika Albanija
Velika Albanija (alb. Shqipëria e Madhe) u albanskim krugovima zvana i Etnička Albanija (alb. Shqipëria Etnike) je politički iredentistički i nacionalistički pokret koji ima za cilj ujediniti sve etničke Albance i teritorije u kojima su navodno živjeli u jednu državu.

## Željena područja velike Albanije
- Grčka – južni Epir
- Sjeverna Makedonija – zapadni dio države
- Srbija – općine Preševo, Bujanovac i dio Medveđe (dolina Preševa u južnoj Srbiji), de facto Republika Kosovo
- Crna Gora – južni i istočni dijelovi Crne Gore s gradovima: Ulcinjem, Podgoricom, dijelovi općina Plavom i Rožajem

## Povijest

### Pod Osmanskim Carstvom
Prije balkanskih ratova u dvadesetom stoljeću, Albanci su bili subjekt Osmanskog Carstva. Albanski pokret za neovisnost pojavio se 1878. godine s Prizrenskom ligom (udruženje sa sjedištem u Prizrenu) koja je imala za cilj kulturu i političku autonomiju Albanaca unutar Osmanskog Carstva. Međutim, Osmanlije nisu bile spremne prihvatiti zahtjeve Lige. Osmansko protivljenje ciljevima Lige pomoglo je da se pokrene Albanski narodni preporod.[nedostaje izvor]

### Drugi svjetski rat
Albanska fašistička stranka postala je vladajuća stranka talijanskog protektorata Albanije 1939. godine, a premijer Shefket Vërlaci je odobrio moguću administrativnu uniju Italije i Albanije, jer je želio talijansku podršku za sjedinjenje s Kosovom, Čamerijom i drugim područjima u Veliku Albaniju. Zaista, do ujedinjenja je došlo nakon što su Sile Osovine okupirale Jugoslaviju i Grčku u proljeće 1941. godine. Albanski fašisti tvrdili su da se skoro sav teritorij naseljen Albancima nalazi unutar ujedinjene Albanije.
Između svibnja 1941. godine i rujna 1943. godine, Benito Mussolini je postavio skoro sav teritorij naseljen etničkim Albancima pod upravu albanske kvislinške vlade. To je uključivalo teritorij Kosova i Metohije (de facto Republike Kosovo), dijelove današnje Sjeverne Makedonije, kao i granične dijelove današnje Crne Gore. U Čameriji je uspostavljen albanski visoki komesarijat, ali je ovo područje ostalo pod nadzorom talijanskog vojnog zapovjedništva u Ateni, pa je tehnički ostala dio Grčke.
Kada su Nijemci okupirali ovu oblast i zamijenili Talijane, ostavili su granice koje je zacrtao Mussolini, ali su nakon Drugog svjetskog rata Saveznici vratili granice na stanje od prije rata.[nedostaje izvor]

### Nedavna povijest
Nakon jednostranog proglašenja Republike Kosovo 17. veljače 2008. godine velikoalbanska ideja ponovo je zaživjela.[nedostaje izvor]
Najveći incident u posljednje vrijeme odigrao se 18. listopada 2014. godine u Beogradu kada se igrala utakmica Srbija-Albanija. Tada je dron sa zastavom koja prikazuje Veliku Albaniju, kao i prvog predsjednika Albanije Ismailija Qemalija i ratnog generala Isu Boletinija koje Albanci smatraju herojima, a Srbi zločincima letio nad stadionom FK Partizana. Reprezentativac Srbije Aleksandar Mitrović skida zastavu te ga neki od pripadnika albanske reprezentacije napadaju i izbija tuča. Utakmica je zbog toga prekinuta i Srbiji je upisan poraz.